# Cairo Open 1982
Il Cairo Open 1982 è stato un torneo di tennis giocato sul cemento. È stata la 15ª edizione del torneo che fa parte del Volvo Grand Prix 1982. Si è giocato a Il Cairo in Egitto dal 22 al 28 febbraio 1982.

## Campioni

### Singolare maschile
Brad Drewett ha battuto in finale  Claudio Panatta con il punteggio di 6–3, 6–3

### Doppio maschile
Drew Gitlin /  Jim Gurfein hanno battuto in finale  Heinz Günthardt /  Markus Günthardt con il punteggio di 6–4, 7–5